# Вили Бранд
Вили Бранд, срещано и като Вили Брант (на немски: Willy Brandt), с истинско име Херберт Ернст Карл Фрам (Herbert Ernst Karl Frahm) е германски политик, лидер на Германската социалдемократическа партия и канцлер на Федерална република Германия в периода 1969-1974 г.

## Биография
Роден е на 18 декември 1913 в гр. Любек. Още съвсем млад - 16-годишен, става член на младежката Социалдемократическа партия на Германия. Завършва гимназия през 1932 г. Когато една година по-късно, през 1933 г. Хитлер идва на власт, Социалдемократическата партия (СДП), чийто член е Бранд, е под забрана, но въпреки това, партията решава да се бори тайно срещу нацистите. Той е имал поръчение от партията да създаде нелегален комитет за борба в гр. Осло – Норвегия. Именно по това време приема псевдонима Вили Бранд, под който работи до 1947 г.
През 1936 г. Вили Бранд се връща в Германия като студент под друго име. През 1938 г. иска политическо убежище в Норвегия. По време на германската окупация на тази страна, попада в плен. Успява да се измъкне и заминава за Швеция, откъдето моли норвежкото правителство за политическо убежище. Молбата му е удовлетворена. Получава норвежко гражданство и остава в страната до края на войната. През 1941 г. се жени. От този брак, който приключва през 1948 г., му се ражда дъщеря. Няколко месеца след развода си Бранд встъпва отново в брак – с вдовица на име Рут Бергауст, от която има трима доведени сина. Развежда се с нея след 32 години съвместен живот. Връща се в Германия през 1945 г. като журналист от скандинавска страна. Получава германско гражданство през 1948 г. Една година по-късно властите официално му разрешават да ползва псевдонима Вили Бранд и в Германия.
От 1969 до 1974 г. е канцлер на Федерална република Германия. Председател на Германската социалистическа партия от 1964 до 1987 г. Кмет е на Западен Берлин в периода 1957-1966 г. Вицеканцлер и министър на външните работи на ФРГ от 1966 до 1969 г. Става председател на Социалистическия интернационал през 1976 г. Той развива така наречената Източна политика - за намаляване напрежението с държавите от източния блок. Тази негова политика допринася за изменение на манталитета, начина на мислене на хората от Източния блок и по някакъв начин да подпомогне падането на тогавашния социалистически режим в страните. Политиката му води до смекчаване на отношенията между хората от Източния и Западния блок. Именно заради това през 1971 г., той получава Нобелова награда за мир.
През 1983 г. се жени за Бригите Зебахер, с която остава до края на дните си. Вили Бранд умира на 8 октомври 1992 г.